# 東埔里 (高雄市)
東埔里位於臺灣高雄市內門區，設立於1945年，當時稱「東埔村」，後來因2010年行政區改制而更名為里。該里北邊是石坑里，東鄰旗山區圓富里與永和里，南接內南里，西邊則以二仁溪與內門、內豐、光興、觀亭等里為界。該里為二仁溪東岸的臺地，以東埔山與旗山區相隔，由於位在內門東邊，所以舊稱東勢埔。

## 聚落
- 金交椅
- 五甲二
- 龍潭
- 湖仔內
- 長林

## 宗教信仰
- 龍潭天后宮
- 長林南音佛祖壇
- 東勢埔法主公
- 望寮太祖廟
- 望寮南海紫竹林